# Poedersuiker

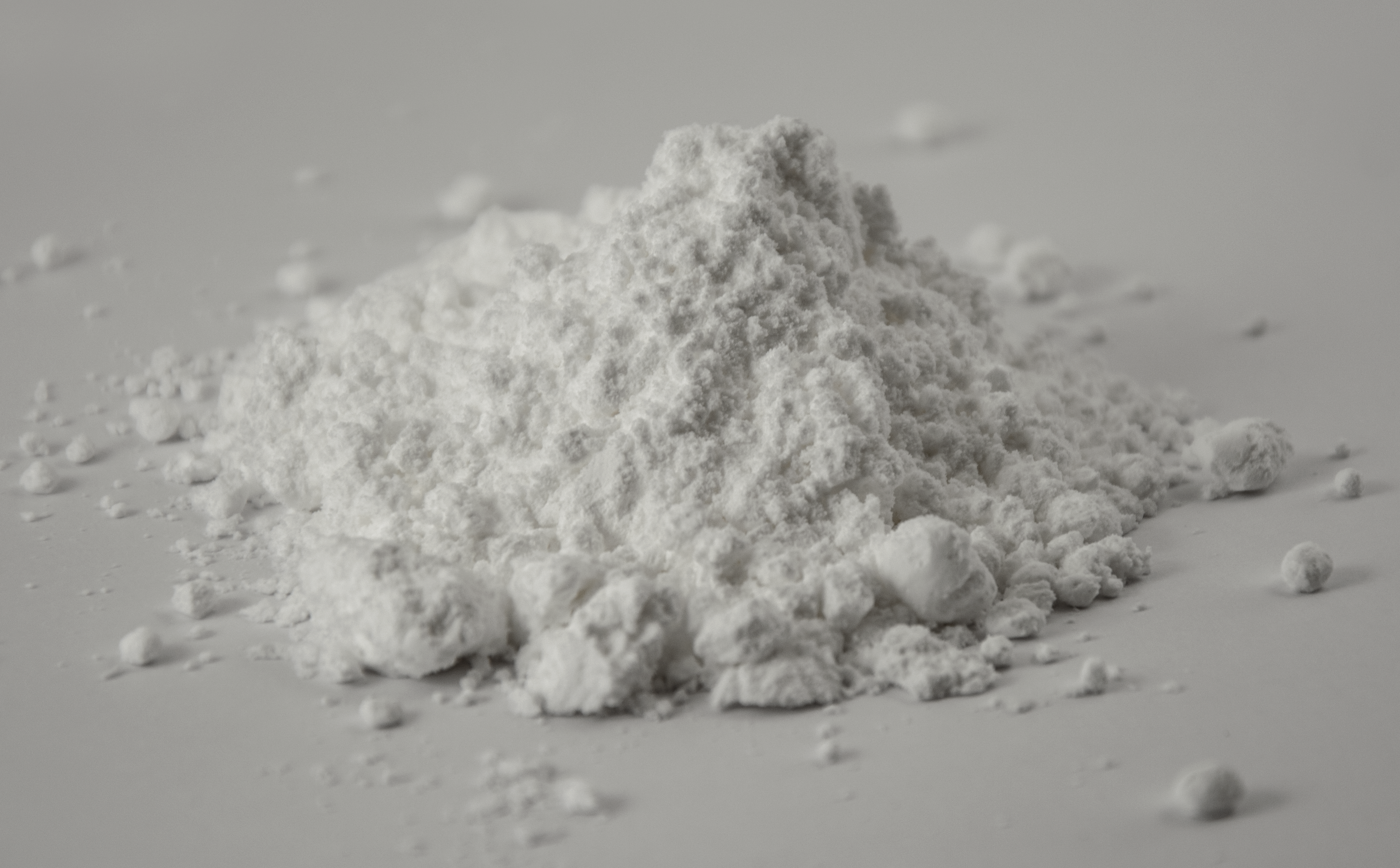
Poedersuiker.

Poedersuiker, bloemsuiker of meelsuiker (in Vlaanderen) is tafelsuiker die heel fijn gemalen is tot een poeder. Het wordt daarna vaak vermengd met zetmeel om het poedereffect nog te vergroten. In dat geval bestaat de poedersuiker voor 100% uit koolhydraten, waarvan ongeveer 95% suiker.
In de keuken wordt poedersuiker voornamelijk gebruikt voor het bereiden van suikerglazuur, het versieren van gebak (waaronder oliebollen en Brusselse wafels) of het zoeten van verse vruchten als aardbeien en bosbessen. Hoewel het door de kleine korrelgrootte heel goed oplost, is poedersuiker door de toevoegingen niet zo geschikt om dranken te zoeten. Het wordt ook vaak gebruikt voor pannenkoeken.